# 野仙不华
野仙不华，字彦桢，顺德内丘（今河北省内丘县）人，元朝官员。
野仙不华性情刚正，丞相哈喇哈孙召见他，元成宗器重他，让他事奉皇太子，他以母亲年老辞职归乡，皇帝下敕，让江浙行省丞相帖古迭儿瞻养其母。帖古迭儿去世后，野仙不华为他护丧，丞相别不花认为他有情义，让左丞张士瞻为他娶邓氏之女。野仙不华补任中书怯里马赤，任期已满，改任琼山县尹。当时怀王图帖睦尔在海南，他为图帖睦尔送来衣药，图帖睦尔非常感念他。转任将乐县尹，有政绩，百姓为他立祠堂。图帖睦尔即位为元文宗，入觐，因奏对忤旨，没有升官。文宗驾崩，野仙不华升为湖广行省员外郎，改华亭尹。百姓有用伪钞的被告发，他说：“这个人只是偶然有错误。”火烧假钞，换给他真钞。华亭县当于要冲，每年课钞十余万。铲除弊政，税吏不敢欺。擢升为郴州路判官，行省让他总湖南一路军饷，先期集齐。瑶蛮作乱，官兵进兵不克，野仙不华单骑劝说，瑶民罢兵归农。改任袁州路判官，致仕，回到家中去世。